# Atentados em Bali em outubro de 2002
Os atentados em Bali em outubro de 2002 ocorreram ao final do dia 12 de Outubro de 2002 na zona turística de Kuta, em Bali, Indonésia. O ataque terrorista foi o ato mais mortífero da história da Indonésia, com um total de 202 pessoas assassinadas, das quais 164 eram estrangeiros e 38 cidadãos indonésios. 209 outras pessoas ficaram feridas nos atentados.
O ataque foi provocado com a detonação de três bombas: um dispositivo montado numa mochila levada por um terrorista suicida e um grande carro-bomba que foram detonados junto a populares centros noturnos em Kuta; e um terceiro dispositivo menor que foi detonado fora do consulado dos Estados Unidos da América em Denpasar e que apenas causou danos menores.
Vários membros do Jemaah Islamiyah, um grupo terrorista islâmico, foram sentenciados pela participação no acto terrorista, incluindo três indivíduos que foram condenados à pena de morte. Abu Bakar Bashir, o suposto líder espiritual do Jemaah Islamiyah, foi julgado e considerado culpado, sentenciado a dois anos e meio de prisão. Riduan Isamuddin, geralmente conhecido como Hambali e suposto ex-líder operacional do Jemaah Islamiyah, está sob custódia dos Estados Unidos em lugar não revelado, e não foi ainda formalmente acusado. Em 9 de novembro de 2008, Iman Samudra, Amrozi Nurhasyim e Ali Ghufron foram executados por fuzilamento numa prisão da ilha de Nusa Kambangan.
Mais tarde, o então presidente, Abdurrahman Wahid e o ex-terrorista Umar Abdu alegaram que naquele atentado teria havido participação do exército indonésio e do serviço de inteligência.